# Бровки
Бро́вки — село в Україні, у Дубовиківській сільській громаді Синельниківського району Дніпропетровської області. Населення становить 20 осіб. До 2017 року орган місцевого самоврядування — Добровільська сільська рада.

## Історія
7 (20) листопада 1917 року, відповідно до Третього Універсалу Української Центральної Ради, увійшло до складу Української Народної Республіки.
12 червня 2020 року, відповідно до розпорядження Кабінету Міністрів України № 709-р від «Про визначення адміністративних центрів та затвердження територій територіальних громад Дніпропетровської області», увійшло до складу Дубовиківської сільської громади.
19 липня 2020 року, в результаті адміністративно-територіальної реформи та ліквідації Васильківського району, село увійшло до складу новоутвореного Синельниківського району.

## Географія
Село Бровки розташоване в центральній частині Синельниківського району. На півдні межує з селом Дубовики, на сході з селом Дачне та на заході з селом Гришаї.
Розташоване за 2 км від лівого берега річки Чаплина. По селу протікає пересихаючий струмок з загатою, є два ставки.

## Населення

### Мова
Розподіл населення за рідною мовою за даними перепису 2001 року:
| Мова       | Кількість | Відсоток |
| ---------- | --------- | -------- |
| українська | 123       | 96.85%   |
| російська  | 4         | 3.15%    |
| Усього     | 127       | 100%     |